# إبراهيم عبد القوي
إبراهيم عبد القوي لاعب كرة قدم مصري في مركز الهجوم ، من ناشئي سموحة ، ويلعب حاليًا لنادي سموحة.

## إحصائيات مشاركاته
آخر تحديث في 13 يوليو 2018

### مع الأندية
| الفريق | الموسم    | الدوري  | الدوري | الكأس   | الكأس | البطولات القارية | البطولات القارية | بطولات أخرى | بطولات أخرى | الإجمالي | الإجمالي |
| الفريق | الموسم    | مشاركات | أهداف  | مشاركات | أهداف | مشاركات          | أهداف            | مشاركات     | أهداف       | مشاركات  | أهداف    |
| ------ | --------- | ------- | ------ | ------- | ----- | ---------------- | ---------------- | ----------- | ----------- | -------- | -------- |
| سموحة  | 2015–2016 | 1       | 0      | 0       | 0     | —                | —                | —           | —           | 1        | 0        |
| سموحة  | 2017–2018 | 6       | 0      | 2       | 0     | —                | —                | —           | —           | 8        | 0        |
| سموحة  | الإجمالي  | 7       | 0      | 2       | 0     | —                | —                | —           | —           | 9        | 0        |

## الإنجازات
سموحة
- كأس مصر:
  - الوصيف (1): 2018[1]